# 阿邦特湖
40°36′N 31°16′E / 40.600°N 31.267°E

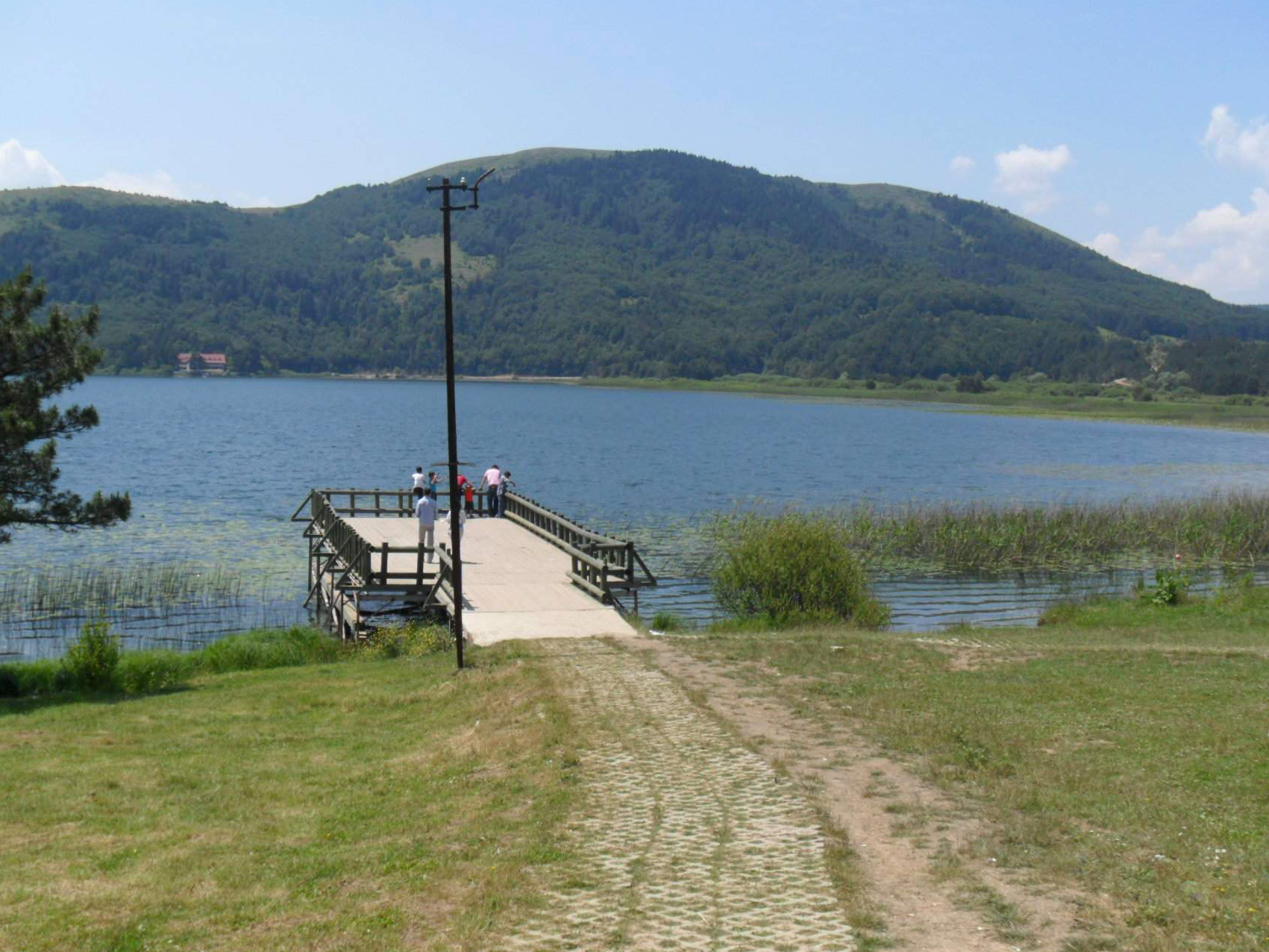
阿邦特湖

阿邦特湖（土耳其語：Abant Gölü）是土耳其的湖泊，位於該國北部，距離首府博盧34公里，由博盧省負責管轄，長2公里、寬1.7公里，面積1.28平方公里，海拔高度1,328米，最大水深18米。

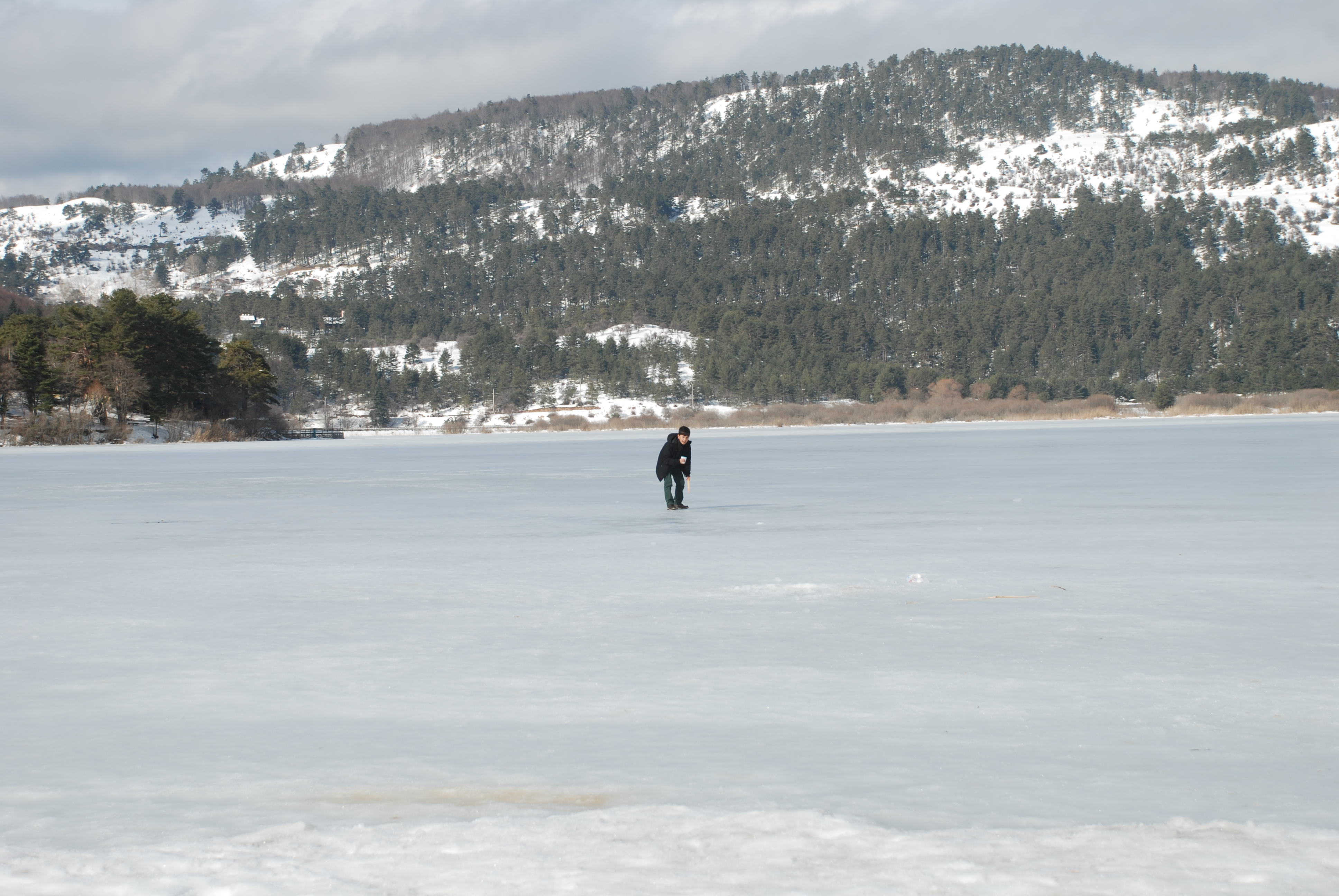
冬季結冰時

## 外部連結
- Abant Travel Notes （土耳其文）
- About Lake Abant （土耳其文）
- Turkish Ministry of Culture and Tourism factsheet for Lake Abant Natural Park （页面存档备份，存于） （土耳其文）
- Abant
- Abant （页面存档备份，存于）